# Taxík (seriál)
Taxík (v anglickém originále Hack) je detektivní televizní seriál. Poprvé byl vysílán mezi lety 2002 až 2004 americkou televizní společností CBS. Kromě České republiky (TV Nova) se vysílal, nebo vysílá i ve Velké Británii (ITV3) a Austrálii (Channel 10). Seriál líčí příběhy bývalého policisty Mikea Olshanského, který byl propuštěn od policie za korupci a živí se jako řidič taxi. Příběh se odehrává v americkém městě Philadelphia ve státě Pensylvánie. V hlavních rolích jsou obsazeni David Morse (jako Mike Olshansky), dále Matthew Borish (Michael Olshansky mladší), Andre Braugher (Marcellus Washington) a George Dzundza (otec Tom Grzelak, zvaný „Grizz“).